# 塞尔维诺
塞尔维诺（義大利語：Selvino），是意大利贝加莫省的一个市镇。总面积6平方公里，人口2020人，人口密度336.7人/平方公里（2009年）。国家统计（ISTAT）代码为016197。